# Mohamed Ramadan (cầu thủ bóng đá, sinh 1970)
Mohamed Ramadan (Arabic محمد رمضان); sinh ngày 15 tháng 11 năm 1970), là một cựu tiền đạo bóng đá người Ai Cập. Ông là vua phá lưới của Giải bóng đá ngoại hạng Ai Cập (1990–91) với 14 bàn khi thi đấu cho Al-Ahly.

## Sự nghiệp quốc tế
Mohamed Ramadan từng là thành viên của Đội tuyển bóng đá quốc gia Ai Cập ở Cúp bóng đá châu Phi 1994.

## Danh hiệu
- Vua phá lưới ở Giải bóng đá ngoại hạng Ai Cập (1990–91) với 10 bàn thắng.